# Carolyn Cole
Pour les articles homonymes, voir Cole.
Carolyn Cole (née le 24 avril 1961) est une photographe reporter américaine. En 2004, elle remporte le prix Pulitzer de la photographie d'article de fonds pour sa couverture du siège de Monrovia (Libéria) en 2003.

## Éducation
Cole obtient en 1983 un baccalauréat ès arts option photo-journalisme de l'université du Texas. Elle est diplômée Maîtrise ès arts de l'École de communication visuelle du Scripps College of Communication de l'université de l'Ohio.

## Début de carrière
Carolyn Cole commence sa carrière en 1986 en tant que photographe au sein du El Paso Herald-Post. En 1988, elle est recrutée au San Francisco Examiner pour lequel elle travaillera pendant deux ans. Elle est ensuite photographe indépendante à Mexico, collaborant avec des journaux tels que le Los Angeles Times, le Detroit Free Press et le Business Week. En 1992, Cole rejoint The Sacramento Bee puis le Los Angeles Times en 1994.

## Prix et récompenses
En 1994, elle est lauréate du prix de par rédaction du LA Times pour ses photos de la crise en Haïti. L'année suivante, elle est de nouveau récompensée, cette fois pour son travail en Russie. En 1997, ses photographies du voleur de banque mourant Emil Matasareanu abattu par la police lors d'une fusillade télévisée à North Hollywood font une forte impression. Son témoignage est utilisé par la famille  dans le procès intenté pour homicide. Ses photos ont également aidé le Times à remporter un prix Pulitzer pour sa couverture de l'événement. Plus tard, la même année, elle est nommée journaliste de l'année par la Times Mirror Corporation. En 2002, elle reçoit pour la première fois le prix de photographe de l'année de la National Press Photographers Association. En 2003, Cole se rend au Libéria, alors que les rebelles encerclent la capitale, Monrovia, exigeant la démission du président Charles Taylor. Ce voyage lui a valu le prix Pulitzer 2004, "pour son regard cohérent et en coulisses sur les effets de la guerre civile au Libéria, avec une attention particulière aux citoyens innocents pris dans le conflit". Elle remporte le prix George Polk 2003 de photo-journalisme.
En 2004, Cole est nommée à la fois photographe de presse de l'année par la NPPA pour son travail au Libéria et en Irak et ses photos gagnent le prix de Photos de l'année de la Presse Internationale de la Missouri School of Journalism de l'Université du Missouri. Cela fait d'elle la première personne à remporter les trois prix les plus prestigieux du photo-journalisme américains la même année. La même année, elle couvre  la chute du régime de Jean-Bertrand Aristide en Haïti. Cole a également reçu la médaille d'or Robert Capa du Overseas Press Club en 2003 et 2004 et a remporté deux World Press Photo Awards en 2004.
En 2007, elle est nommée Photo-journaliste de l'Année par la National Press Photographers Association . Elle a été finaliste du prix Pulitzer cinq fois pour sa couverture du soulèvement politique au Kenya, de la marée noire Deepwater Horizon, du conflit Israëlo-Palestinien et du tremblement de terre au Japon.

## Problèmes avec la loi
En avril 2000, Carolyn Cole est arrêtée pour avoir "lancé des missiles mortels" contre la police lors de manifestations dans la "Petite Havane" de Miami dans le cadre de l'affaire Elián González. Cole et le Los Angeles Times nient toute implication et les accusations sont abandonnées.

## Kosovo, Afghanistan et siège de l'église de la Nativité
Pendant la crise de 1999, Carolyn Cole se rend au Kosovo et en 2001, elle passe deux mois en Afghanistan.
En 2002, elle couvre les débuts du siège de l'église de la Nativité de Bethléem occupée par des militants palestiniens. Puis, le 2 mai, elle rejoint un groupe de militants pour la paix qui s'introduit dans le bâtiment en solidarité avec les Palestiniens. Au cours des neuf jours suivants, seule photo-journaliste dans le bâtiment, elle écrit plusieurs articles pour le LA Times. Les photos lui ont valu une nomination pour le prix Pulitzer 2003.

## Exposition
- Musée de la photo de Winterhour, « Fotografinnen an der Front », 2020[12]
- Musée de la Libération de Paris - musée du Général Leclerc - musée Jean-Moulin (Paris), exposition Femmes photographes de guerre, du 8 mars au 31 décembre 2022[13].